# 刺馬 (電影)
《剌馬》是香港邵氏公司1973年拍攝有關馬新貽案的電影。本片劇情根柢《清末四大奇案》〈刺馬案〉。

## 故事大綱
張文祥（大衛飾）、黃縱（陳觀泰飾）與黃妻（井莉飾）因長於亂世，故同淪為草莽，張文祥、黃縱與馬新貽（狄龍飾）在巧合下，成為異姓兄弟，三人同為軍隊效命，當中馬更拜兩江总督銜，但馬對黃縱作出「勾義嫂」行為，並暗殺黃縱，當張文祥得悉後，計劃於校場殺馬為義兄報仇...

## 獎項
榮獲第11屆金馬獎優秀演技特別獎（狄龍）

## 相關
- 馬新貽
- 投名狀 (電影)

## 外部連結
- 開眼電影網上《刺馬》的資料（繁體中文）
- 香港影庫上《刺馬》的資料（繁體中文）
- 豆瓣电影上《刺馬》的資料 （简体中文）
- 时光网上《刺馬》的資料（简体中文）
- 爛番茄上《刺馬》的資料（英文）
- 互联网电影数据库（IMDb）上《刺馬》的资料（英文）